# Leerlingvolgsysteem
Middels een leerlingvolgsysteem (LVS) krijgt een leraar, de schoolleiding (en bij uitbreiding de overheid) én ouder(s)/verzorger(s) zicht op de studievoortgang van een leerling maar ook op het niveau van een klas en de school. Bij uitbreiding wordt de term leerlingvolgsysteem ook gebruikt om andere ontwikkelingen dan leerstofvorderingen bij te houden, zoals gedragsproblemen en begeleidingstussenkomsten in verband met spijbelen.
De voorloper van het LVS was de schoolvorderingentoets of -test (SVT) zoals die tot in de jaren 1980 in gebruik was.

## Basisonderwijs
Een volledig leerlingvolgsysteem betreft de hele basisschool. In Nederland zijn dat de groepen 1 t/m 8, en in Vlaanderen de kleuterschool en het lager onderwijs.
Bij een leerlingvolgsysteem hoort een set van methodeonafhankelijke, genormeerde toetsen. Deze toetsen (voor groep 1 en 2 / kleuterschool wordt gebruik gemaakt van genormeerde observaties) betreffen vooral (de voorbereiding van) de instrumentele vaardigheden: functieontwikkeling (motoriek, woordenschat, rekentaal en dergelijke), lezen, spellen, begrijpend lezen, hoofdrekenen en rekenen/wiskunde. Aan de hand hiervan kan de leerkracht meten in hoeverre de leerlingen de leerstof van een bepaald leerjaar beheersen, en wie op welke onderdelen eventueel extra oefening of uitleg behoeft.
De individuele resultaten op de LVS-toetsen worden voornamelijk uitgedrukt in percentielen, zone's A t/m E, I t/m V of in 'didactische leeftijdsequivalenten' (DLE), maar ook in vaardigheidsscores en in de positie ten opzichte van de referentieniveaus (Nederland). Aansluitend op de resultaten van het LVS kunnen dan ook analyses en een reeks remediëringsoefeningen, verdiepings- of uitbreidingstaken worden toegepast. Het Boom LVS biedt ook testen om de potentie van de leerling ('wat zit erin'?) vast te stellen, dit om na te gaan of 'eruit komt' wat 'erin zit'.
Een leerlingvolgsysteem wordt voornamelijk gebruikt in het basisonderwijs. Ook bij andere onderwijsvormen volgt men de leerlingen uiteraard. Zo bestaat in het buitengewoon onderwijs een registratie- en volgsysteem voor de basisvaardigheden. Ook het leercontract werkt met dergelijk systeem.

## Toetsen
Basisscholen in Nederland zijn sinds de wet- en regelgeving van 2014 (Wet Eindtoetsing PO en Toetsbesluit PO) verplicht tot het hanteren van een leerling- en onderwijsvolgsysteem. Zij mogen daarbij uitsluitend toetsen gebruiken die zijn goedgekeurd door de Expertgroep Toetsen PO (ingesteld door de minister van OCW). De systemen van Cito, Boom, Bureau ICE (IEP) en Diataal (DIA) voldoen aan deze eisen.. Sinds 2019 zijn er ook een drietal toetsen (voor de groepen 6, 7 en 8) van Bureau ICE goedgekeurd. De Dia-LVS toetsen voor de groepen 6, 7 en 8 zijn in 2020 goedgekeurd door de Expertgroep Toetsen PO. De Diatoetsen voor de groepen 3 t/m 5 worden in januari 2022 ter beoordeling aangeboden.
Per 1 augustus 2022 mogen scholen binnen het leerlingvolgsysteem voor kleuters geen gebruik meer maken van schoolse LVS-toetsen. Er blijft ruimte voor het gebruik van observatie-instrumenten. Deze instrumenten moeten aan bepaalde voorwaarden voldoen. De observatie-instrumenten dienen genormeerd te zijn en inhoudelijke, diagnostische informatie op te leveren over de ontwikkeling van een kleuter. Daarnaast dienen zij goedgekeurd te zijn door de Expertgroep PO.

### Automatisering
De verwerking van de resultaten, en in stijgende mate ook de toetsen zelf worden steeds meer geautomatiseerd. In Nederland is het systeem van het CITO het meest verspreid. Een tweede is het Boom LVS, dat naast de DLE's ook de overige normschalen (Cito, percentielen, vaardigheidsscores en referentieniveaus) hanteert. De systematiek van de DLE's wordt anderzijds weer door Cito-gebruikers toegepast naast hun systeem.
In Vlaanderen geldt hetzelfde voor het LVS van de (koepel van de) CLB's. Diataal heeft het Dia-LVS uitgebracht met digitale, adaptieve volgtoetsen voor de groepen 3 t/m 8 en doorlopend tot in het voortgezet onderwijs. Inmiddels maken al honderden scholen gebruiken van de Diatoetsen. In België kwam Diabe met een vervlaamsing van de Diatoetsen.

## Persoonlijkheidskenmerken
Sterk in opkomst is de ontwikkeling waarbij de school naast het vaardigheidsniveau van de leerling ook de aanleg (en de persoonlijkheidskenmerken) in beeld brengt. In feite wordt hiermee teruggegrepen op de praktijk rond de schoolvorderingentoets (SVT). De bedoeling is na te gaan of eruit komt wat erin zit. Al vroeg in de schoolloopbaan wil men door het testen van de aanleg (met bijvoorbeeld de begintest al in de tweede helft van groep 2) een ontwikkelingsperspectief van de leerling schetsen om te voorkomen dat er onnodig aan de leerling wordt 'gedokterd'. Het nastreven van een onrealistisch niveau is namelijk voor zowel het kind als de ouders erg frustrerend. Anderzijds kan de leerling met veel potentie en een teleurstellend vaardigheidsniveau worden gestimuleerd. Met andere woorden: (in Nederland) een 'vwo-klant' moet ook naar het vwo, maar een leerling met een meer praktische instelling is beter af op bijvoorbeeld het vmbo-basis. Het systeem van Boom speelt hier op in met de drieslag ‘Verwachten’, ‘Volgen’ en ‘Verdiepen’. In tegenstelling tot de vaardigheidstoetsen, die  een of twee keer per jaar worden afgenomen, worden de aanlegtoetsen minder vaak (eens in de twee jaar) afgenomen omdat intelligentie een redelijk stabiele factor is. Daar is evenwel discussie over mogelijk. Het op de basisschool meerdere malen afnemen van een leerpotentie-test wordt daarom aanbevolen.